# Companyies Republicanes de Seguretat

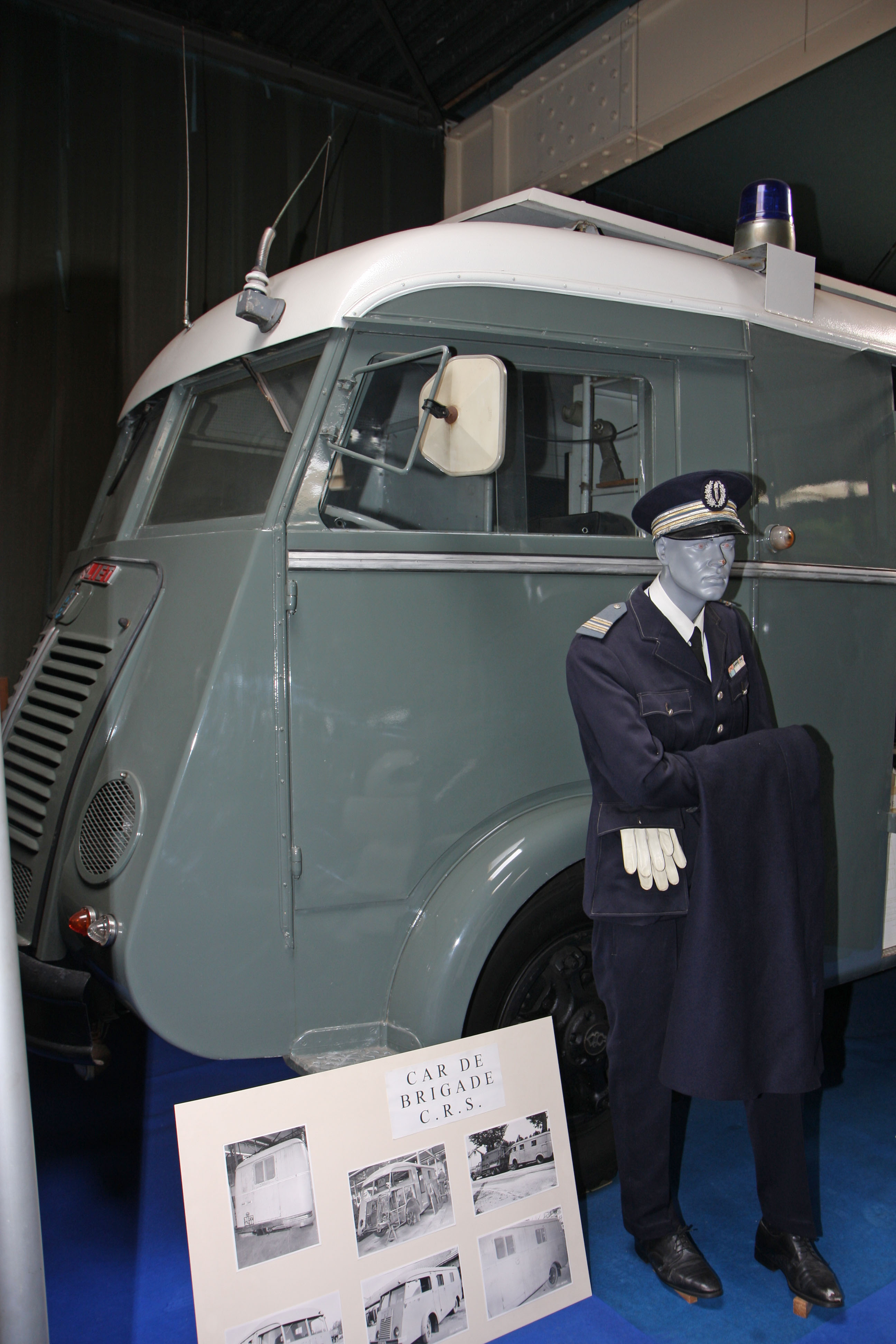
Furgoneta del cos (1950s) al Museu de les CRS

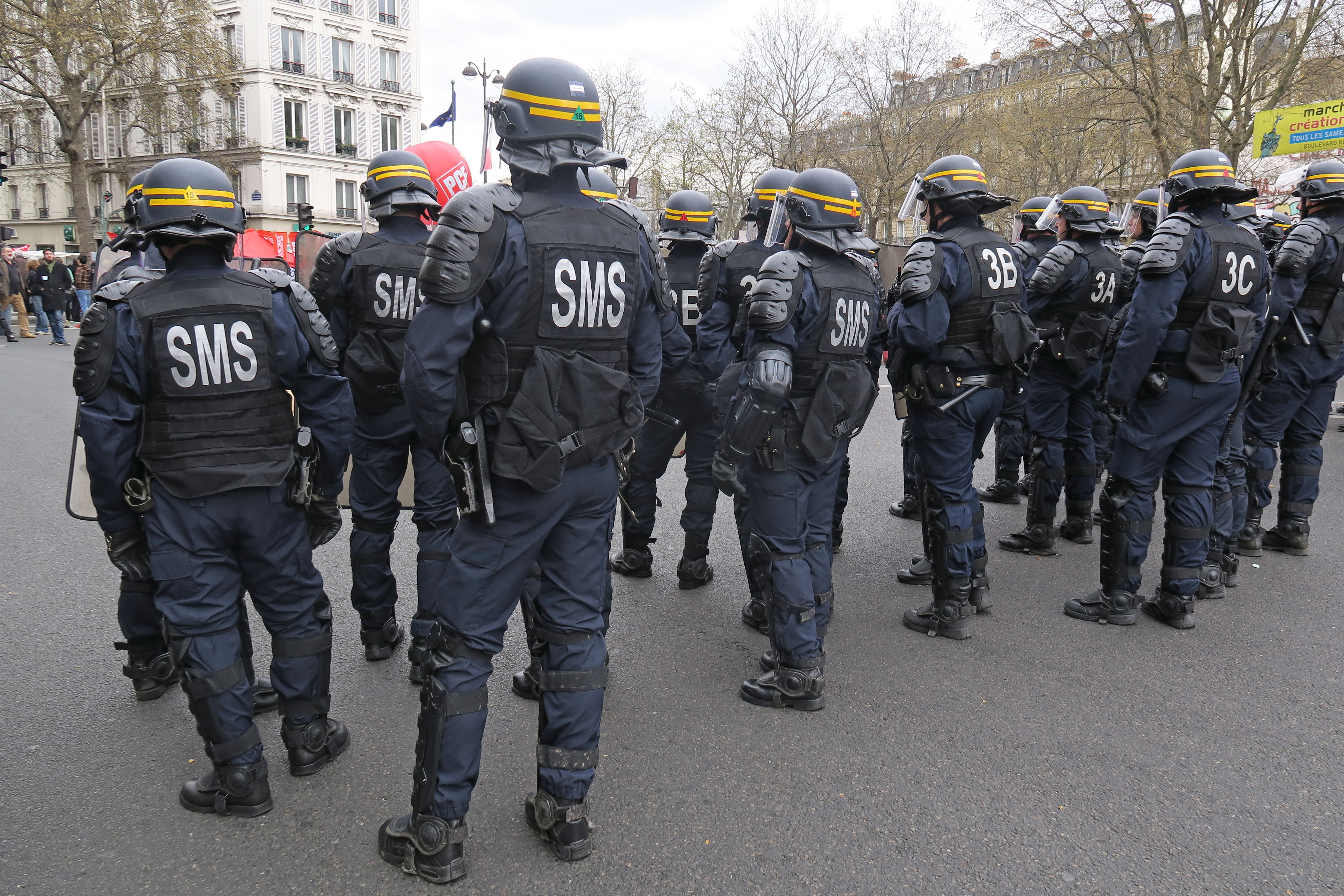
CRS durant una manifestació de 2016

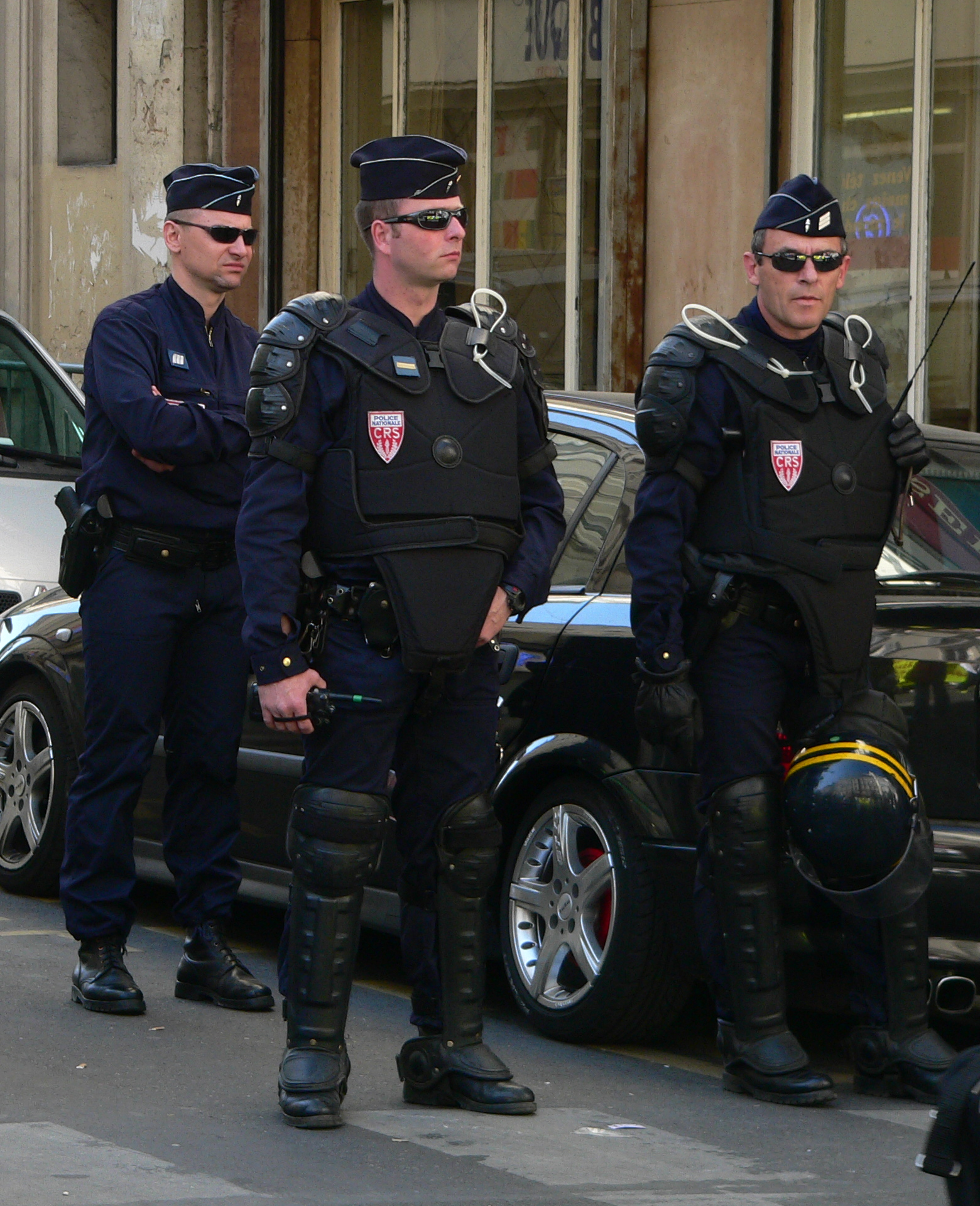
CRS amb uniforme de control d'aldarulls

Companyies Republicanes de Seguretat (CRS) (Compagnies Républicaines de Sécurité, CRS, francès: [kɔ̃paɲi ʁepyblikɛn də sekyʁite]) és el nom amb que es coneix la reserva general de la Policia Nacional francesa. Principalment s'impliquen en missions de seguretat, en general, però la tasca per la que se'ls coneix millor és la de control de masses i aldarulls.
Hi ha 60 companyies de servei general, especialitzades en l'ordre públic i el control de masses, 9 companyies de carretera (francès: Compagnies autoroutières), especialitzades en patrullar autopistes per àrees urbanes i 6 companyies zonals amb motocicleta (una per zona de defensa). També hi ha 2 companyies addicionals i diversos destacaments de muntanya, administrativament vinculades a les companyies locals, especialitzades en el rescat de muntanya. A més a més, 1 de les companyies, la CRS núm. 1, està especialitzada en l'escorta de persones VIP. La banda de la Policia Nacional francesa també és una unitat de les CRS. Alguns dels agents de les companyies de servei general també estan entrenats per a servir com a socorristes de platges durant la temporada d'estiu.
Freqüentment s'usa el nom de CRS a nivell mediàtic i col·loquial per a referir-se a qualsevol policia amb casc i uniforme anti-avalot, ja sigui un autèntic CRS com un gendarme mòbil. La denominació "trois CRS" en teoria significa tres companyies, si bé sovint s'utilitza per a denominar a tres agents.

## Història
Les CRS van ser creades el 8 de desembre de 1944, després de la dissolució dels Grups Mòbils de Reserva (Groupes mòbils de réserve, GMR), un cos creat pel Govern de Vichy. Les CRS són un cos civil (a diferència de la Gendarmeria, que és militar) entrant en tècniques contra insurreccions i de control d'aldarulls. Les CRS s'estrenaren seriosament durant les vagues de França de 1947.
Algunes de les posicions de les primeres CRS estaven ocupades per simpatitzants comunistes (a causa de la seva trajectòria de compromís a la Resistència francesa i, segons alguns autors, per a practicar una política entrista).
El Partit Comunista Francès (PCF) va prendre el paper d'oposició als governs de postguerra. El 12 de novembre de 1947, en una manifestació a Marsella convocada pel sindicat comunista CGT i el PCF, algunes de les CRS locals (aleshores, la majoria eren comunistes) van rebutjar actuar en contra dels manifestants i, com a conseqüència, diverses companyies van ser dissoltes, mentre que d'altres van ser reorganitzades l'any 1948 per tal de treure influència comunista en elles
L'any 1950 es van crear alguns destacaments per a territoris d'ultramar. A Guadalupe i Reunió els destacaments van ser transformats en companyies durant l'inici de la dècada de 1960 i, finalment, retirats a la dècada de 1990.
Fins a 16 companyies addicionals es van crear a Algèria durant la Guerra d'Independència Algeriana i, posteriorment, retirades al final del conflicte.
L'equipament i l'organització del cos ha evolucionat en el temps. Un canvi important de l'equipament va ser després de les manifestacions del Maig del 1968. Durant la dècada de 1990, l'equipament va seguir evolucionant i van ser re-equipades amb furgonetes més petites per adaptar-se millor a l'entorn urbà, tant en missions de vigilància com de control d'aldarulls.

## Missions
Les companyies de serveis generals, juntament amb la Gendarmeria Mòbil, constitueixen una força de reserva altament mòbil pel govern. Les seves missions inclouen: 
- Proporcionar seguretat durant grans esdeveniments públics i trobades de masses (cerimònies, esdeveniments esportius, festivals, concerts i manifestacions).
- Patrullar i assegurar àrees específiques (fronteres, àrees suburbanes).
- Mantenir la llei i l'ordre públic durant manifestacions (control d'aldarulls).
- Reforçar forces policials locals en les seves missions generals de seguretat.

## Organització

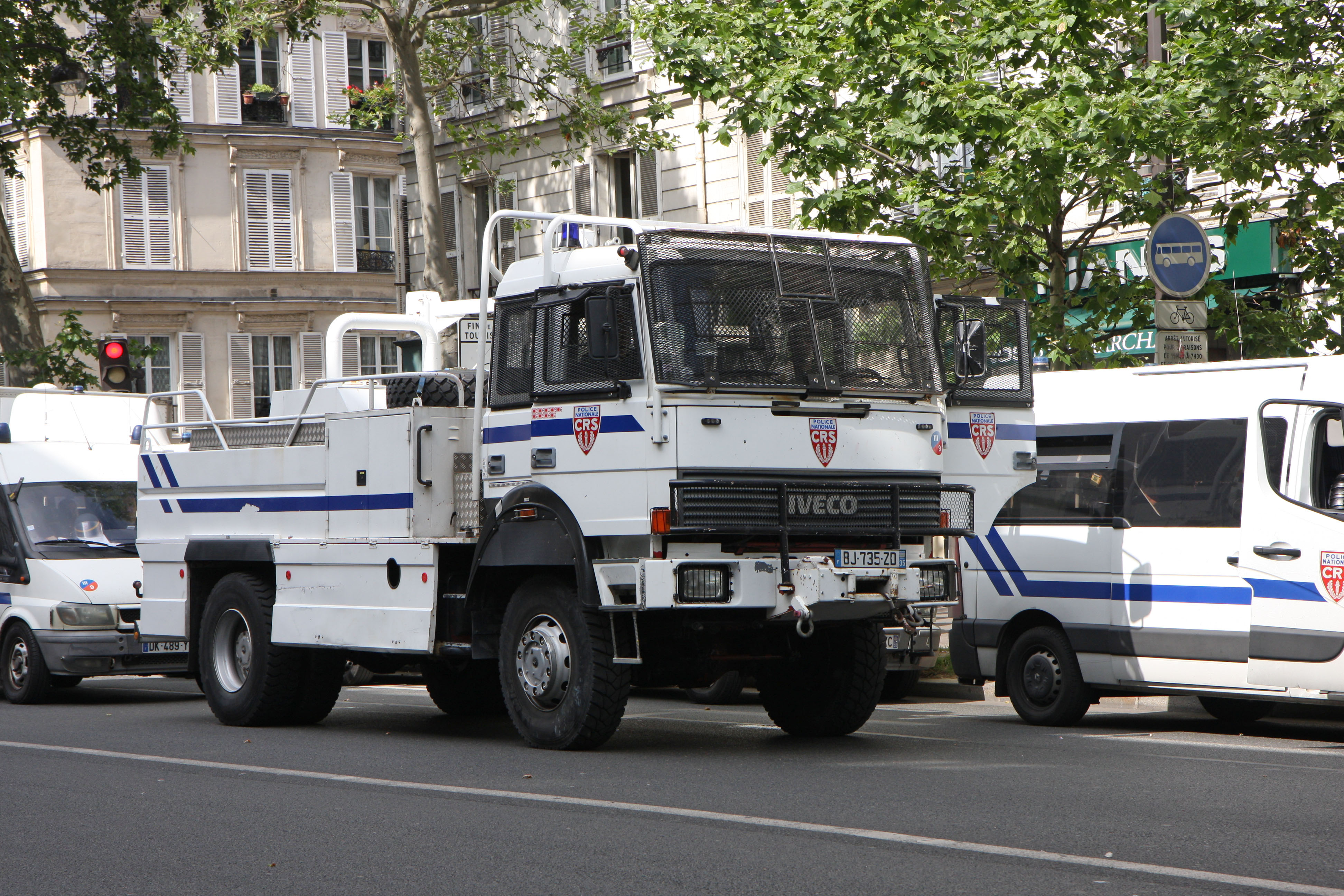
Canó d'aigua de les CRS (2016)

- 1 Directori Central, a càrrec d'un director-general de la Policia Nacional de París
- 7 Directoris Zonals (un per cada zona de defensa militar metropolitana)
- 60 Companyies de Servei General (pel manteniment de l'ordre públic)
- 1 Companyia d'Escorta de Personalitats VIP (CRS núm. 1)
- 9 Companyies de Carreteres (dedicades a patrullar carreteres)
- 6 Companyies Zonals en Motocicleta
- 2 Companyies de Muntanya -Alps i Pirineus- (especialitzades en el rescat de muntanya)
- La Banda musical de la Policia Nacional (subjecte al CRS núm. 1)[4]

Alguns dels agents de les CRS també s'entrenen per a poder actuar com a socorristes durant la temporada d'estiu, així com aplicar la llei a les platges.
Les CRS s'instal·len en casernes però, a diferència dels gendarmes, viuen en cases pròpies quan no estan de desplaçament. Una companyia acostuma a passar més de 200 dies l'any fora de la seva localitat.

## Composició d'una companyia

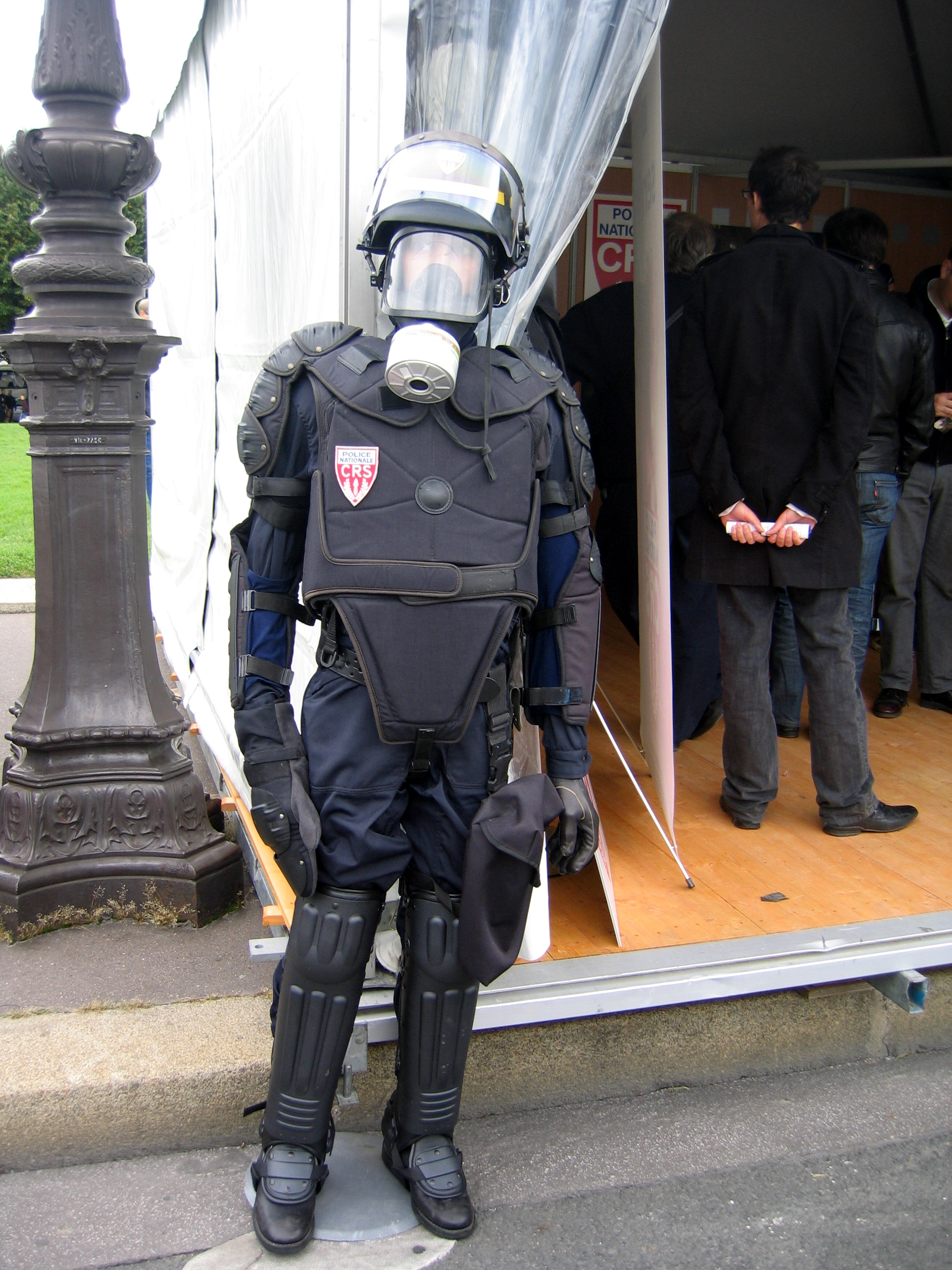
Equipament d'un CRS

La majoria de cada companyia de servei general té una seu de batalló i 4 línies de batalló (sections), tot i que unes quantes companyies tenen fins a 6 línies de batalló (section des moyens spéciaux) o equipament addicional de control de masses o aldarulls, com ara canons d'aigua.
L'estructura d'una companyia regular seria:
- 1 Comandant de Companyia, amb el càrrec de police commandant (Major).
- 1 Capità de Policia
- 2 Lloctinents de Policia
- 1–4 Brigadiers-Majors
- 12–25 Brigadiers en Cap
- 100–120 Agents

CRS vehicles
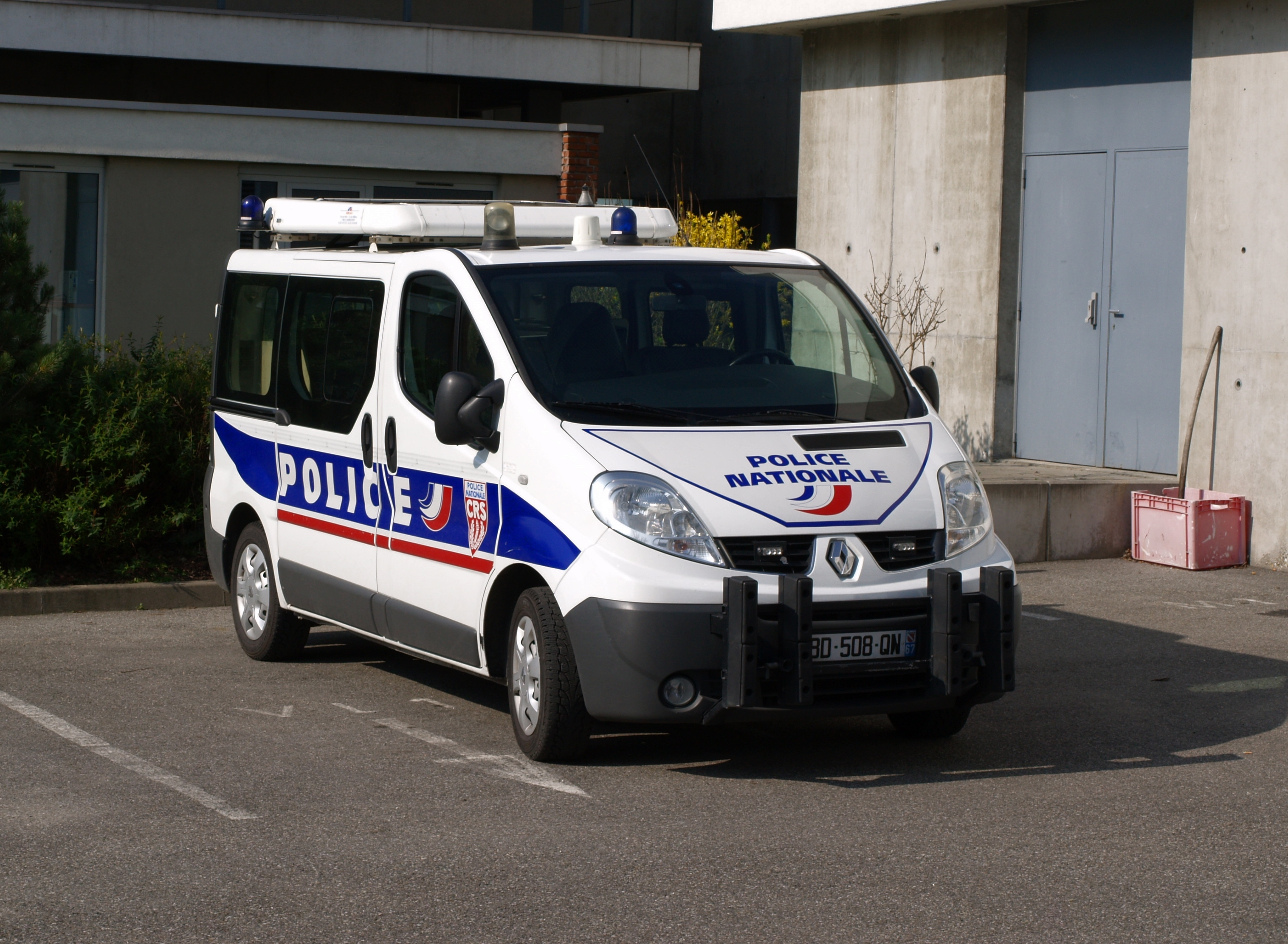
Furgoneta d'una companyia de carretera
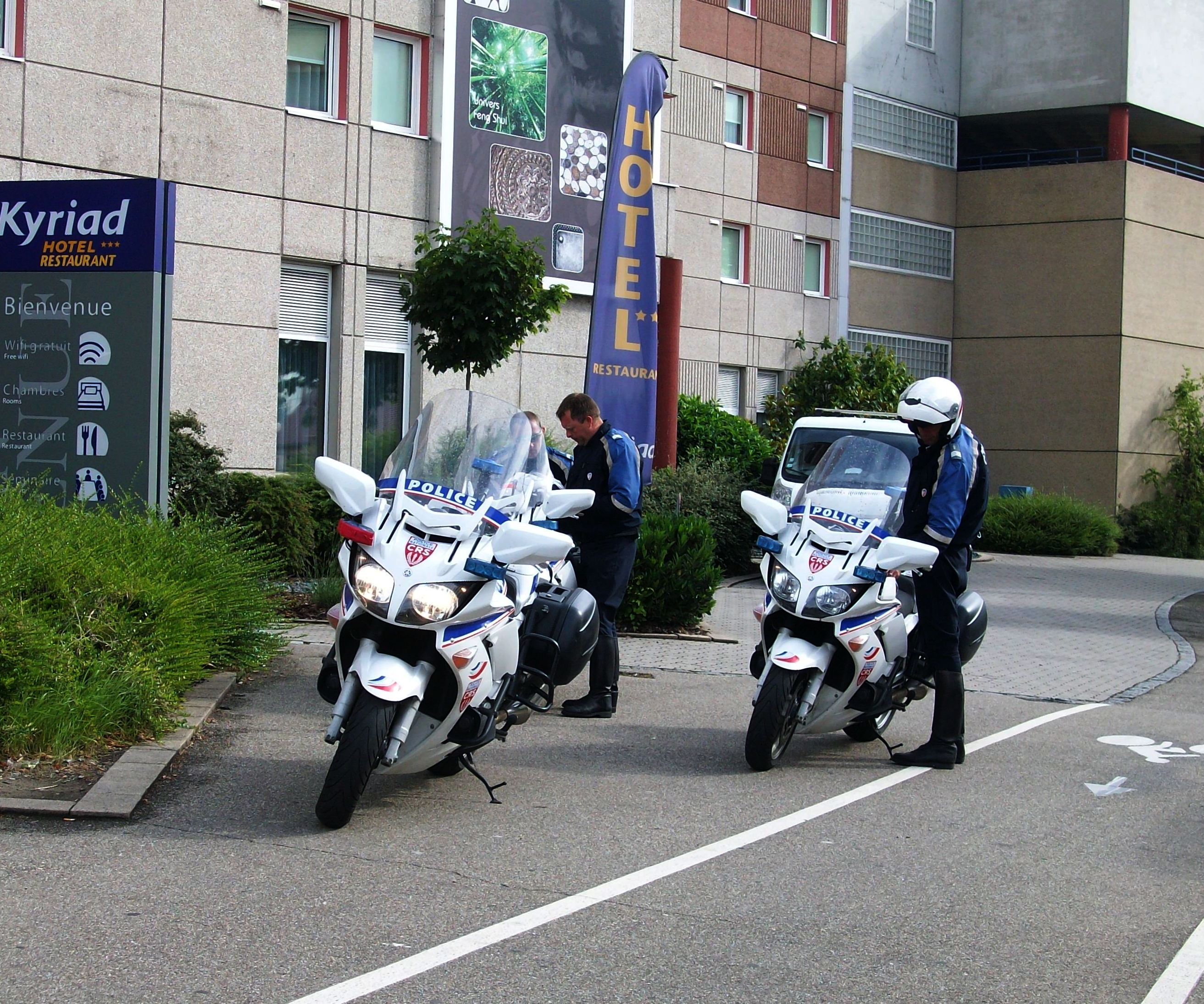
Motociclistes de les CRS
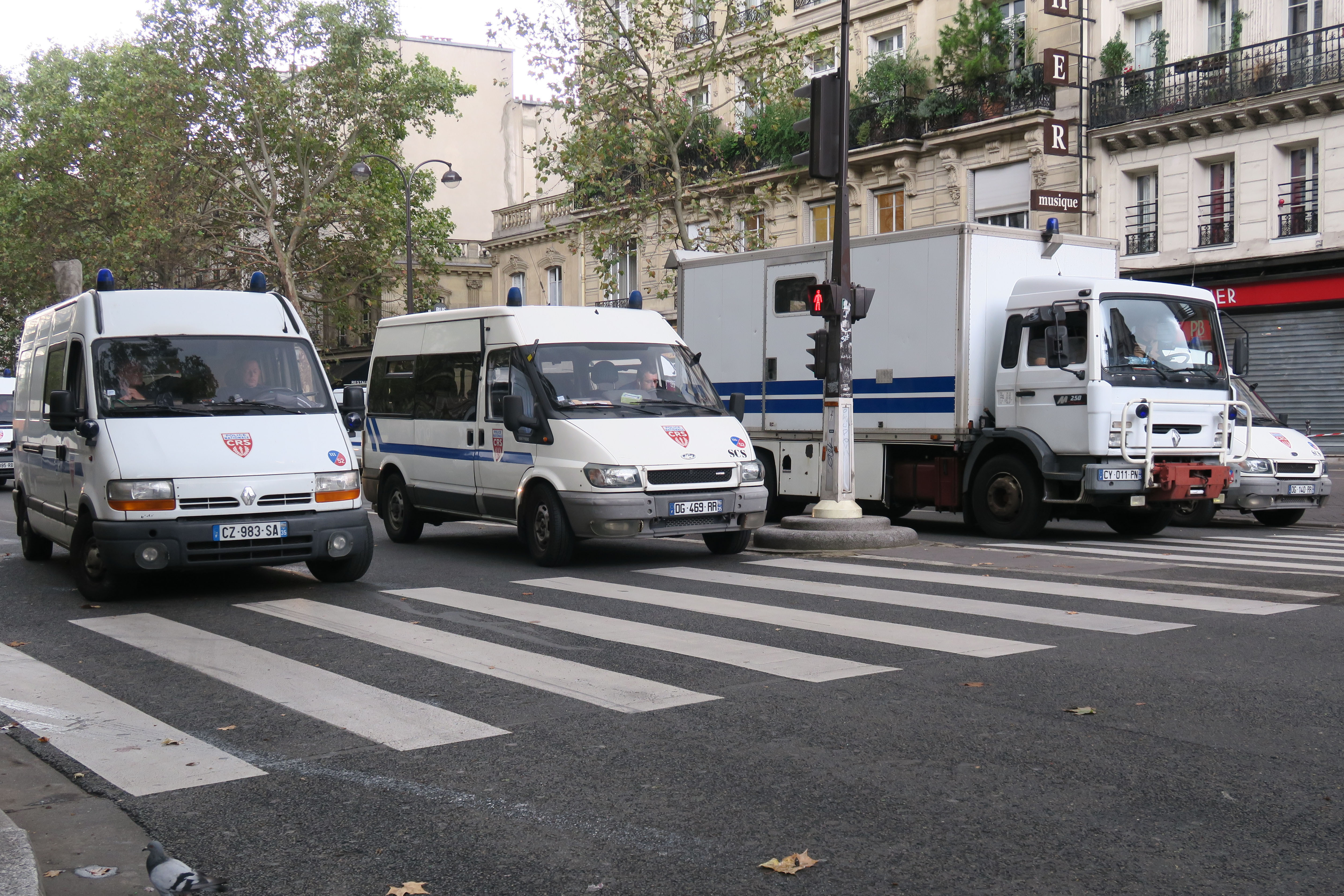
Camions i furgonetes de les CRS en una manifestació (2016)

## Crítica
El paper repressiu i ocasionalment abusiu de la força de les CRS cap a manifestants o infants en edat escolar ha suposat grans crítiques entre els defensors del drets humans. També hi ha hagut un nombre de reclamacions contra agents de les CRS en matèria de racisme i prejudicis racials.

## Apunt sobre la policia mòbil francesa

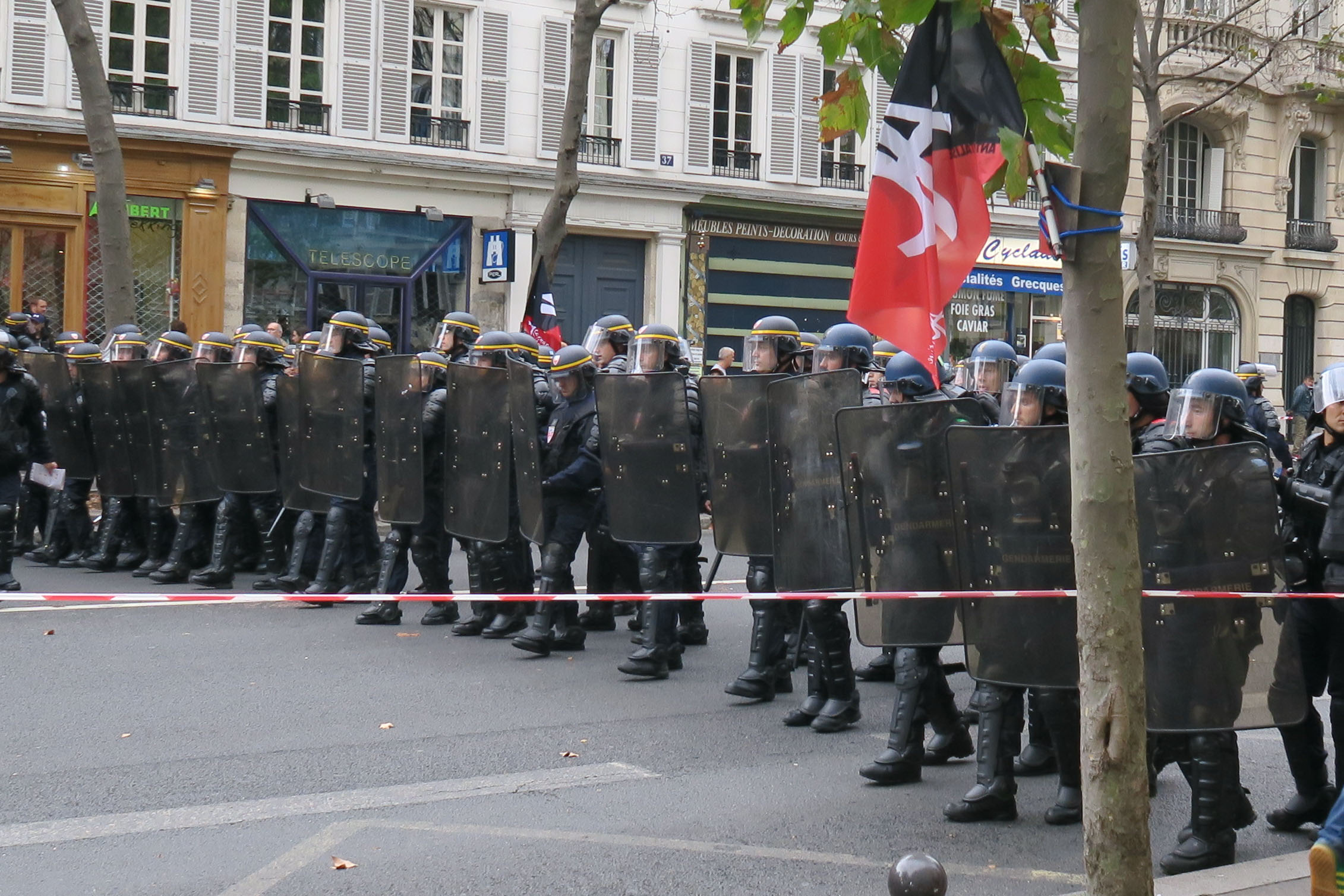
CRS (esquerra) i gendarmes mòbils (dreta)

Els dos cossos anti-avalots francesos, les CRS i la Gendarmerie Mobile, sovint són motiu de confusió, ja que les seves missions són molt similars tot i que es poden distingir per l'uniforme. L'uniforme de les CRS és blau mentre que el dels gendarmes mòbils és negre. Els CRS porten un gran brodat vermell de les CRS i un casc amb bandes grogues, mentre que els gendarmes mòbils porten una granada estilitzada al seu casc de color blau.
El gener de 2009, l'Estat francès implementà una reunificació (rapprochement) dels dos cossos. Mentre que aquesta política fracassà en assolir una fusió completa, ja que els gendarmes mantenen el seu estatus militar i els CRS el seu de civil i sindicalitzat, sí que aconseguí una homogeneïtzació en termes d'equipament de les dues forces.